# Coupe arabe des clubs vainqueurs de coupe masculine de handball
La Coupe arabe des clubs vainqueurs de coupe de handball est une compétition de handball qui réunit les clubs arabes ayant remporté la coupe nationale  de leurs pays[Lesquels ?].

## Palmarès
| Édition | Saison | Vainqueur                    | Finaliste                 | 3e place                 |
| ------- | ------ | ---------------------------- | ------------------------- | ------------------------ |
| 1re     | 1996   | Al Ahly SC                   | Étoile sportive du Sahel  | El Makarem de Mahdia     |
| 2e      | 1997   | Al Ahly SC (2)               | Al Ahli                   | Al Olympi                |
| 3e      | 1999   | Club africain                | Khaleej Club              | Étoile sportive du Sahel |
| 4e      | 2000   | Étoile sportive du Sahel     | Olympique Club d'Alger    | Al Ahly SC               |
| 5e      | 2001   | Étoile sportive du Sahel (2) | Club africain             | MC Alger                 |
| 6e      | 2002   | Club africain (2)            | Étoile sportive du Sahel  | Al-Sadd SC               |
| 7e      | 2003   | Rabita de Casablanca         | Sulaibikhat Club          | Al Wehda Club            |
| 8e      | 2005   | Al-Ahli SC                   | Rabita de Casablanca      | Union sportive de Biskra |
| 9e      | 2011   | Al Ahly SC (3)               | Al Wehda Club             | Mudhar Club              |
| 10e     | 2013   | Espérance de Tunis           | Al-Ahli SC                | GS Pétroliers            |
| 11e     | 2014   | Al-Qurain                    | Aigle sportif de Téboulba | Al-Najma                 |
| 12e     | 2015   | Étoile sportive du Sahel (3) | Al-Najma                  | Barbar HC                |
| 13e     | 2017   | CS Sakiet Ezzit              | AS Hammamet               | Al Shorta                |
| 14e     | 2018   | CS Al-Gharafa                | CS Al-Ittihad             | CS Sakiet Ezzit          |
| 15e     | 2020   | Al-Shamal SC                 | Al Arabi SC               | Club africain            |
| 16e     | 2022   |                              |                           |                          |

## Résultats détaillés

### édition 1997
- 1er journée :

### Édition 2000
La 4e édition de la Coupe arabe des clubs vainqueurs de coupe de handball est organisée du 31 janvier au 8 février 2000 par l'El Makarem de Mahdia en Tunisie :
| Groupe A à Mahdia - El Makarem de Mahdia. - Al Ahly SC - Al Ahli SC - Al Wahda - Al Hilal Benghazi | Groupe B à Sousse - Étoile sportive du Sahel - Olympique Club d'Alger - SC Alexandrie - Al-Ittihad Tripoli - Khaleej Club - Al-Ahli Sports Club |

Résultats
Seuls les résultats de l'OC d'Alger sont connus :
- 1re journée, lundi 31 janvier 2000 : OC d'Alger - SC Alexandrie : 25-25.
- 2e journée, mardi 1er février 2000 : ES Sahel - OC d'Alger : 20-20.
- 3e journée, mercredi 2 février 2000 : OC d'Alger - Al-Ittihad Tripoli : 33-10
- 4e journée, jeudi 3 février 2000 : OC d'Alger - Al-Ahli Amman : 21-18
- 5e journée, 4 février 2000 : OC d'Alger - Khaleej Club : 25-11.
- Demi-finales : 
  -  OC d'Alger -  Al Ahly SC : 29-27 (mi-temps 15-12)
  -  ES Sahel -  Al Ahly Doha : 32-21 (mi-temps 15-9)
- Finale mardi 8 février 2000 à Sousse :
  -  ES Sahel bat l' OC d'Alger: ?-?

Sources
- plusieurs numéros du quotidien algérien Le Matin : n°2413 du jeudi 3 février 2000 page 21, n°2417 du mardi 8 février 2000 page 21 .

### Édition 2013
En 2013, la compétition s'est déroulée du 19 au 29 mars à Marrakech :
- finale : le club tunisien de l'Espérance de Tunis a battu le club saoudien d'Al-Ahli SC 25 à 23 (mi-temps 13-12)
- match pour la troisième place : le club algérien du GS Pétroliers a battu le club tunisien du El Makarem de Mahdia aux tirs au but 5 à 4 (32-32 à la fin de temps réglementaire)
- Source : journal algérien La Voix de l'Oranie numéro 4068 du dimanche 31 mars 2013, page 19.

## Bilans

### Par clubs
| N° | Club                 | Champion | Deuxième | Troisième | Total |
| -- | -------------------- | -------- | -------- | --------- | ----- |
| 1  | ES du Sahel          | 3        | 2        | 1         | 6     |
| 2  | Al Ahly SC           | 3        | 0        | 1         | 4     |
| 3  | Club africain        | 2        | 1        | 1         | 4     |
| 4  | Al-Ahli SC           | 1        | 1        | 0         | 2     |
| 5  | Rabita de Casablanca | 1        | 1        | 0         | 2     |
| 6  | Sakiet Ezzit         | 1        | 0        | 1         | 2     |
| 7  | ES de Tunis          | 1        | 0        | 0         | 1     |
| -  | Sulaibikhat Club     | 1        | 0        | 0         | 1     |
| -  | CS Al-Gharafa        | 1        | 0        | 0         | 1     |
| -  | Al-Shamal SC         | 1        | 0        | 0         | 1     |
| 11 | GS Pétroliers        | 0        | 1        | 1         | 2     |
| -  | Al Wehda Club        | 0        | 1        | 1         | 2     |
| -  | Sulaibikhat Club     | 0        | 1        | 1         | 2     |
| -  | Al-Najma             | 0        | 1        | 1         | 2     |
| 15 | AS Teboulba          | 0        | 1        | 0         | 1     |
| -  | AS Hammamet          | 0        | 1        | 0         | 1     |
| -  | Khaleej Club         | 0        | 1        | 0         | 1     |
| -  | Al Ahli              | 0        | 1        | 0         | 1     |
| -  | CS Al-Ittihad        | 0        | 1        | 0         | 1     |
| -  | Al Arabi SC          | 0        | 1        | 0         | 1     |
| 21 | El Makarem de Mahdia | 0        | 0        | 2         | 2     |
| 22 | Al Olympi            | 0        | 0        | 1         | 1     |
| -  | Al-Sadd SC           | 0        | 0        | 1         | 1     |
| -  | Mudhar Club          | 0        | 0        | 1         | 1     |
| -  | Barbar HC            | 0        | 0        | 1         | 1     |
| -  | Al Shorta            | 0        | 0        | 1         | 1     |

### Par pays
| N° | Nation              | Champion | Deuxième | Troisième | Total |
| -- | ------------------- | -------- | -------- | --------- | ----- |
| 1  | Tunisie             | 7        | 5        | 5         | 17    |
| 2  | Égypte              | 3        | 0        | 2         | 5     |
| 3  | Qatar               | 2        | 1        | 1         | 4     |
| 4  | Arabie saoudite     | 1        | 3        | 2         | 6     |
| 5  | Koweït              | 1        | 1        | 1         | 3     |
| 6  | Maroc               | 1        | 1        | 0         | 2     |
| 7  | Bahreïn             | 0        | 1        | 2         | 3     |
| 8  | Algérie             | 0        | 1        | 1         | 2     |
| 9  | Émirats arabes unis | 0        | 1        | 0         | 1     |
| -  | Libye               | 0        | 1        | 0         | 1     |
| 11 | Irak                | 0        | 0        | 1         | 1     |